# Moore (Rennwagen)
Moore war ein US-amerikanischer Chassis-Hersteller im Monoposto-Rennwagenbau der 1950er- und 1960er-Jahre.

## Renngeschichte
Moore-Rennwagen waren 1950, 1951 und 1959 beim 500-Meilen-Rennen von Indianapolis am Start. 1950 wurde Lee Wallard mit seinem Moore-Offenhauser des Blue Crown Spark Plug Teams Sechster, ein Erfolg den Henry Banks ein Jahr später wiederholen konnte, als er unter der Nennung des Teams Hopkins Racing ebenfalls Sechster wurde. Bob Veith überfuhr 1959 mit seinem Moore als Zwölfter die Ziellinie.
Das Team trat 1950 zusammen mit Pilot Henry Banks mit dem Wagen bei mehreren Rennen der AAA-Chapmpcar-Serie 1950 an, wobei Banks neben mehreren Podiumsergebnissen als bestes Resultat der Sieg beim am 10. September ausgetragenen „AAA Detroit 100“ auf dem Michigan Fairground Speedway gelang. 1951 erzielte Banks mit dem von Hopkins Racing eingesetzten Wagen in der Serie 4 Podiumsergebnisse in Folge, wobei 2 zweite Plätze in Denver und Phoenix als beste Resultate anfielen.
Der Wagen wurde zuletzt 1970 eingesetzt und kam insgesamt auf 47 Renneinsätze.